# Heliconia darienensis
Heliconia darienensis är en enhjärtbladig växtart som beskrevs av Bengt Lennart Andersson. Heliconia darienensis ingår i släktet Heliconia och familjen Heliconiaceae. Inga underarter finns listade.